# Askas
Askas (gr. Ασκάς) – wieś w Republice Cypryjskiej, w dystrykcie Nikozja. W 2011 roku liczyła 170 mieszkańców.